# Кичминка
Кичминка — река в России, протекает по территории Пижанского и Советского районов Кировской области. Устье реки находится в 94 км по левому берегу Немды. Длина реки составляет 24 км.
Исток реки находится западнее деревни Урбеж в 30 км к юго-востоку от посёлка Пижанка. Река течёт на восток, крупнейшие притоки — Куфтянка (левый), Кугунерка (правый). На реке стоит центр Кичминского сельского поселенич село Кичма и несколько деревень. Впадает в Немду ниже села Кичма близ границы с Марий Эл.

## Данные водного реестра
По данным государственного водного реестра России относится к Камскому бассейновому округу, водохозяйственный участок реки — Вятка от города Котельнич до водомерного поста посёлка городского типа Аркуль, речной подбассейн реки — Вятка. Речной бассейн реки — Кама.
Код объекта в государственном водном реестре — 10010300412111100037389.